# Bremer Stuhlrohr-Fabrik Menck, Schultze & Co.

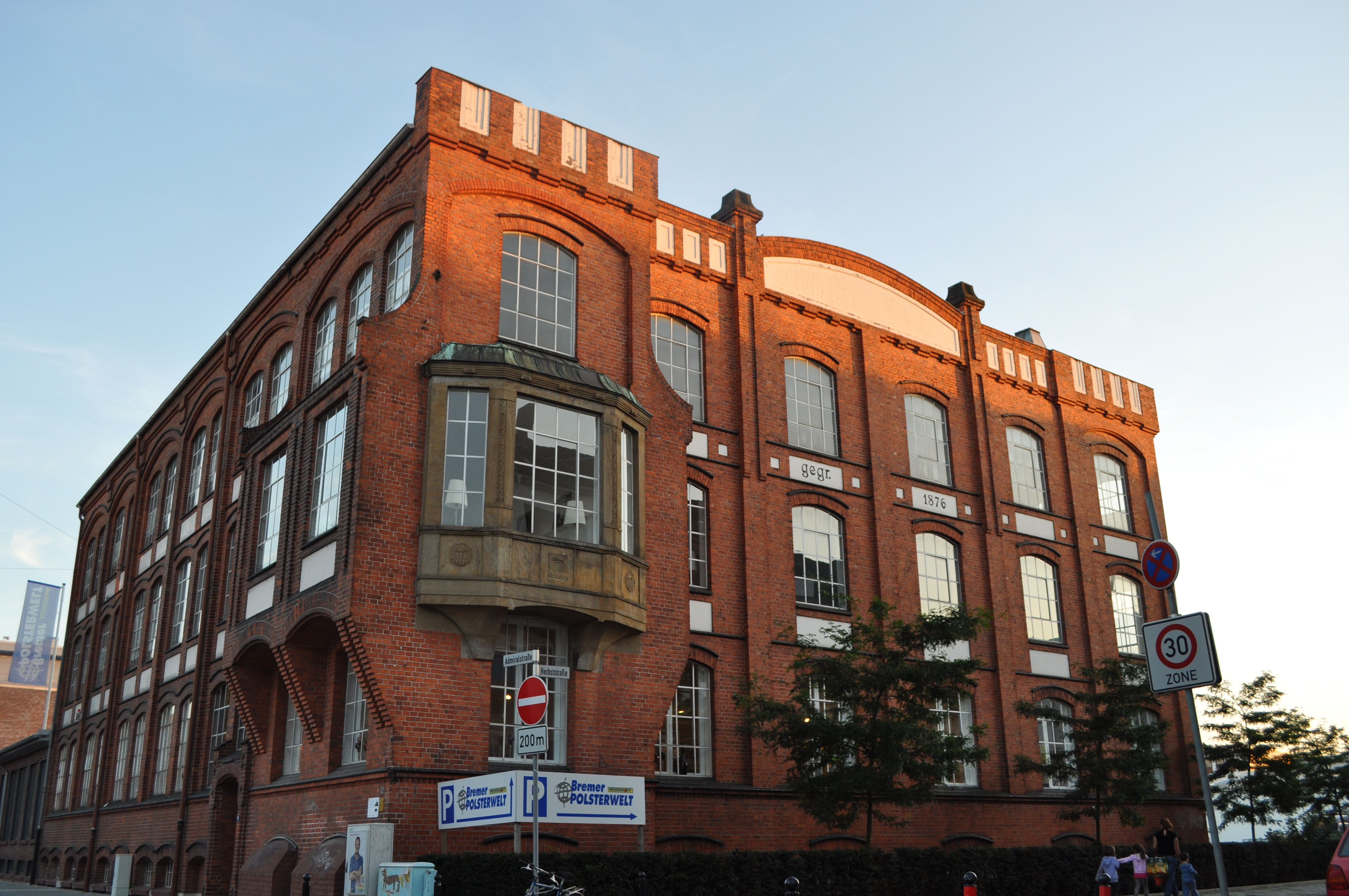
Bremer Stuhlrohrfabrik

Das Gebäude der ehemaligen Bremer Stuhlrohr-Fabrik Menck, Schultze & Co befindet sich in Bremen, Stadtteil Findorff, Ortsteil Bürgerweide, Admiralstraße 96 / Herbststraße. Es entstand um 1903.
Das Gebäude steht seit 2010 unter Bremer Denkmalschutz.

## Geschichte
1876 gab es eine kleine Hinterhoffabrik und das Handelskontor am Philosophenweg 22 in der Bahnhofsvorstadt. Am Ende des 19. Jahrhunderts um 1890 zog das Unternehmen um. Auf dem Areal Admiralstraße bis zu der Straße Plantage an der Herbststraße vergrößerte sich die Firma in mehreren Bauabschnitten erheblich; so kam um 1890 die Stuhlrohrwäscherei hinzu.
Zuvor hatte es hier seit der Zeit um 1750 den Landsitz des Kaufmanns Eberhard von Hoorn und in der ersten Hälfte des 19. Jahrhunderts ein Ausflugslokal in dem Gutspark gegeben. Das Areal wurde nach der Errichtung der Bahnlinien und der Bahnhöfe nach 1863 für den Wohnungsbau, besonders für Eisenbahner, genutzt, sowie bei den Gleisanlagen für gewerbliche Zwecke und Bauten. Ein Netz von Straßen entstand.
Der dreigeschossige, verklinkerte Gewerbebau (Haus 1) mit einem Flachdach, Sockelgeschoss und einem werksteinverkleideten Erker für Kontore an der Herbststraße wurde um 1903 in der Epoche des Historismus und der Jahrhundertwende mit der damaligen Adresse Herbststraße 31 gebaut. Vorne als Kopfbau an der Herbststraße befanden sich die Büros, dahinter die Fabrik. Die Industrieanlage war früher bedeutend größer. Das ursprünglich an der Admiralstraße 41-achsige Haupthaus hatte an der Herbststraße noch vier Geschosse mit zwei turmartigen Eckausbildungen, die wohl als Kontore dienten. Die Architektur erinnert an die Architektur von Bahnhöfen, Elektrizitätswerken oder Schlachthöfen. Die heute 13-achsige Fassade an der Admiralstraße wird durch sechs übergreifende Segmentbögen gegliedert.
Hergestellt und verarbeitet wurde u. a. Stuhlrohr, bekannt unter dem malaiisch-englischen Begriff Rattan bzw. spanisches Rohr oder auch Peddigrohr. Das Rohr aus Südostasien wurde hier gespalten, gefärbt und weiterverkauft an die Rohrmöbel- und Korbwarenindustrie. Die Fabrik beschäftigte einst rund 1000 Personen. Sie produzierte noch bis 1956.
Im Zweiten Weltkrieg sind erhebliche Teile der Stuhlrohrfabrik zerbombt worden, wie u. a. die um 1890 errichteten Bauabschnitte. Erhalten blieb ein Teil des Hauptgebäudes und ein einstöckiger Flügel der Produktion.
Das Landesamt für Denkmalpflege Bremen schrieb dazu: „Die … Industrieanlage ist ein Zeugnis der florierenden Stuhlrohrfabrikation in Norddeutschland an der Wende zum 20. Jahrhundert…Der…Gewerbebau ist ein typisches Beispiel aus der Zeit fortgeschrittener Industrialisierung nach der Jahrhundertwende, als moderne Konstruktionsformen wie der Eisenbetonskelettbau eine maschinelle Produktion…ermöglichten.“
Heute (2018) wird ein Teil des Gebäudes als Möbelmarkt gewerblich genutzt. Die Firma Menck, Schultze & Co KG (Hausverwaltung) besteht noch im Haupthaus. Seit 2014 hat das Architekturbüro Westphal hier seinen Sitz.